# Emyr Huws
Emyr Huws (Llanelli, 30 settembre 1993) è un ex calciatore gallese, di ruolo centrocampista.

## Carriera

### Nazionale
Debutta con la nazionale gallese il 5 marzo 2014 nell'amichevole Galles-Islanda (3-1).